# Pentium II OverDrive

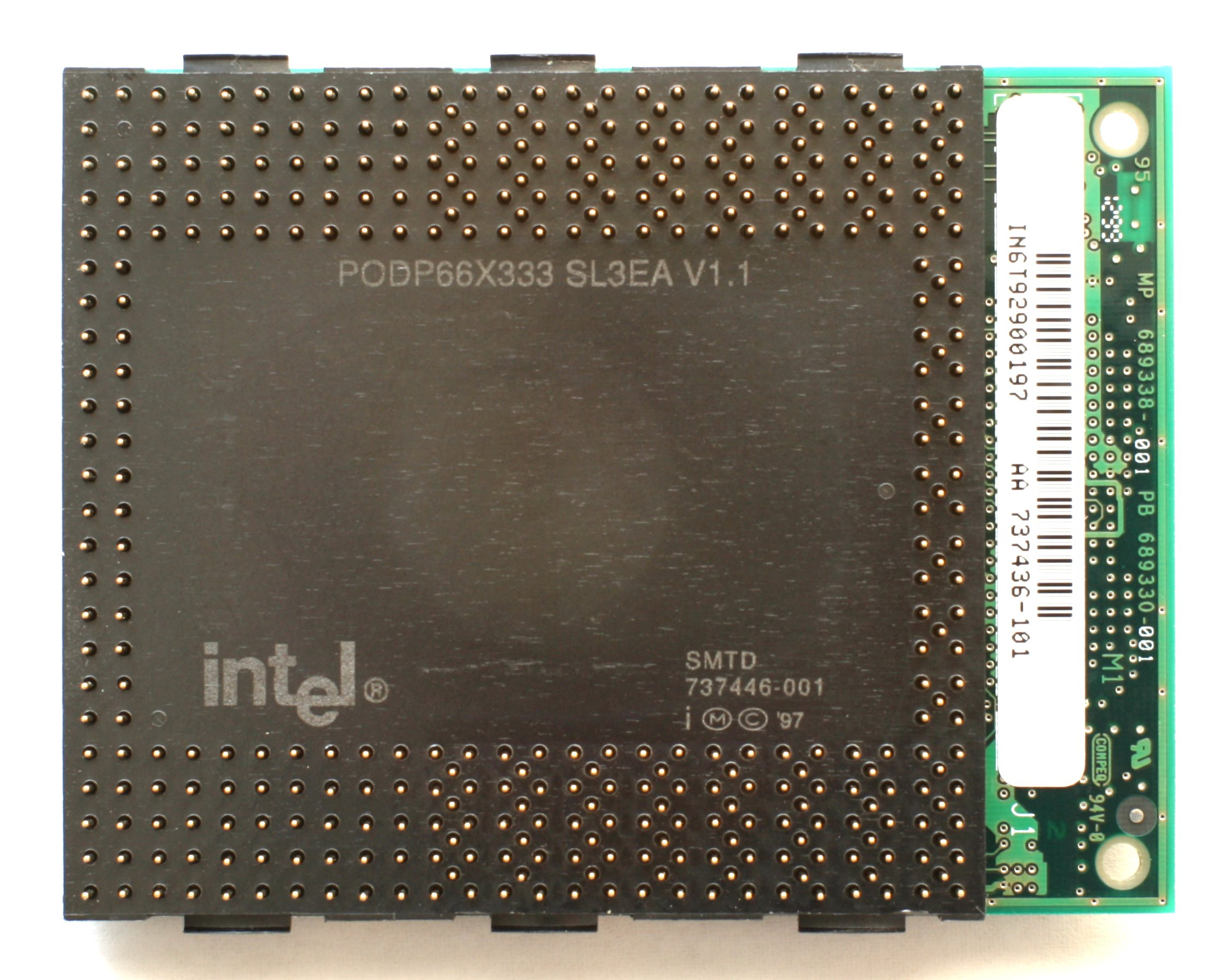
Нижняя часть Pentium II OverDrive

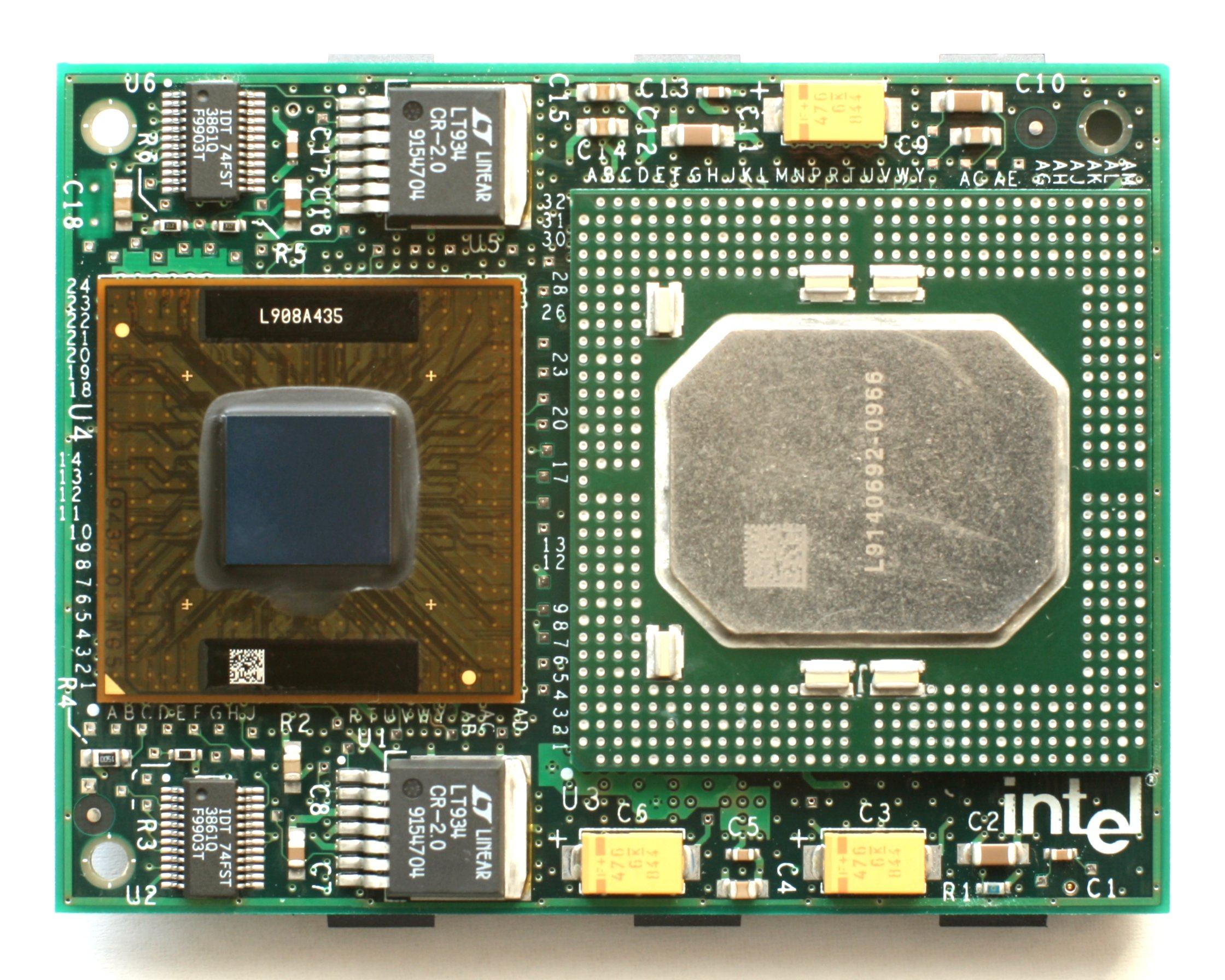
Pentium II OverDrive со снятым кулером

Pentium II OverDrive (произносится: Пентиум два овердрайв) — процессор Intel шестого поколения, третьей модели, совместимый с архитектурой x86, для модернизации компьютеров на базе Pentium Pro. 
Был анонсирован 10 августа 1998 года. Цена на момент анонса 599$. 
Технически процессор представляет собой Pentium II на ядре Deschutes, дополненный полноскоростным 512-килобайтным кэшем второго уровня. Ядро построено по 0,25 мкм технологии, функционирует на меньшем напряжении, чем у Pentium Pro. Для обеспечения электрической совместимости встроенный модуль VRM понижает напряжение до требуемых 2 Вольт. 
Использование ядра Pentium II принесло поддержку MMX в платформу на Socket 8, но ограничило число процессоров двумя в многопроцессорных конфигурациях SMP вместо четырёх, доступных Pentium PRO.
Переход на 100 Mhz системную шину послужил препятствием к выпуску более мощных процессоров в Socket 8. Таким образом Pentium II OverDrive PODP66X333 является самым мощным официально произведённым процессором для Socket 8.
Крупным заказчиком для производства этих чипов была Сандийская национальная лаборатория для кластера ASCI Red, который после обновления всех 4510 процессоров в 1999 году снова попал в Top500.